# Mareotis Fossae
Le Mareotis Fossae sono una struttura geologica della superficie di Marte.